# Drudkh
«Drudkh» (у перекладі із санскриту — «ліс») — український фолк-блек-метал-гурт. Музиканти поєднують атмосферний метал з українською лірикою та мелодійністю.
Тексти більшості композицій «Drudkh» складають поезії українських класиків, зокрема це Тарас Шевченко, Іван Франко, Олександр Олесь, Олег Ольжич, Святослав Гординський, Майк Йогансен. Альбом «Лебединий шлях» побудований переважно на тексті поеми «Гайдамаки» (1841). Як інтродукцію в альбомах «Кров у наших криницях» (2006) і «Відчуженість» (2007) додано фрагменти звукових доріжок фільмів «Мамай» і «Атентат». В оформленні дисків використовувалися картини художників XIX ст. Тематика творчості гурту різноманітна, містить філософські, ліричні, інструментальні твори та пов'язана з національно-визвольною історією України і націоналізмом.
Є виключно студійним проектом, жодного разу не брали участь у виступах «наживо».

## Склад
- Роман «Thurios» Благих — вокал, гітара;
- Роман Саєнко — гітара;
- Кречет — бас;
- Владислав «Влад» Петров — ударні, клавішні.

### Колишні учасники
- Микола «Amorth» Состін (22.06.1985—†29.10.2024) — 39 років, загинув на війні. З серпня 2024 служив в 25 ОПДБр. Був учасником гурту з 2004 по 2006 роки [3][4].

## Дискографія

### Студійні альбоми
| Українська назва            | Рік  | Видавець       | Примітки                                                              |
| --------------------------- | ---- | -------------- | --------------------------------------------------------------------- |
| Забуті легенди              | 2003 | Supernal Music |                                                                       |
| Осіннє сяйво                | 2004 | Supernal Music |                                                                       |
| Лебединий шлях              | 2005 | Supernal Music | Записано влітку 2004 року                                             |
| Кров у наших криницях       | 2006 | Supernal Music | Записано влітку 2005 року на студії «Audio Alchemia» в Харкові        |
| Пісні Скорботи і Самітності | 2006 | Supernal Music | Записано влітку 2006 року на студії «Audio Alchemia» в Харкові        |
| Відчуженість                | 2007 | Supernal Music | Записано влітку 2006 року на студії «Audio Alchemia» в Харкові        |
| Мікрокосмос                 | 2009 | Season of Mist | Записано влітку 2007 року на студії «ViTeR Music» у Харкові           |
| Пригорща Зірок              | 2010 | Season of Mist | Записано навесні 2009 року на студії «ViTeR Music» у Харкові          |
| Вічний оберт колеса         | 2012 | Season of Mist | Записано влітку-восени 2011 року на студії «ViTeR Music» у Харкові    |
| Борозна обірвалася          | 2015 | Season of Mist | Записано в серпні-вересні 2014 року на студії «ViTeR Music» у Харкові |
| Їм часто сниться капіж      | 2018 | Season of Mist | Записано в серпні 2016 року на студії «ViTeR Music» у Харкові         |
| Всі Належать Ночі           | 2022 | Season of Mist |                                                                       |
| Гра тіней                   | 2025 | Season of Mist | Видано 21 березня 2025 року                                           |

### Компіляції та міні-альбоми
| Українська назва                    | Рік  | Видавець       | Примітки |
| ----------------------------------- | ---- | -------------- | --- |
| Анти-урбан                          | 2007 | Supernal Music | |
| Слов'янські літописи                | 2010 | Season of Mist | |
| Східний фронт у полум'ї             | 2014 | Season of Mist | Компіляція з кількох попередніх мініальбомів, записано влітку 2006 на студії «Audio Alchemia», у червні 2010 та серпні-вересні 2013 на студії «ViTeR Music» у Харкові                                    |
| Той, хто говорить з імлою           | 2016 | Season of Mist | Спліт з Hades Almighty, видано 3 червня 2016 |
| Зраджені сонцем                     | 2016 | Season of Mist | Спліт із Grift, видано 16 вересня 2016 |
| Один і всі, разом, для дому         | 2016 | Season of Mist | Організована Season of Mist компіляція Drudkh, Primordial, Häive, Kampfar, Winterfylleth, Himinbjorg, Mondvolland, Ava Inferi, де кожен з восьми гуртів представляє пісню музичної традиції своєї країни |
| Десь Блукає Журба                   | 2017 | Season of Mist | Спліт з Paysage d'Hiver, видано 25 червня 2017 |
| Кілька Рядків Архаїчною Українською | 2019 | Season of Mist | Компіляція з трьох попередніх сплітів |